# Salomon de Vries jr.
Salomon (Sallo) de Vries jr., door zijn medewerkers “Es” genoemd (Winschoten, 11 februari 1894 – Amsterdam, 28 maart 1974) was een Nederlandse onderwijzer, journalist, schrijver en hoorspelregisseur.
Hij werd onderwijzer, studeerde een tijdlang MO-Nederlands en letterkunde, maar besloot in 1917 journalist en schrijver te worden. Zo werkte hij voor het Groninger Dagblad en het Nieuwsblad van het Noorden. Hij schreef enkele toneelstukken en een roman. In 1930 schreef hij een eerste hoorspel voor de VARA en het jaar daarop een tweede, De moderne Paljas, dat hij zelf mocht regisseren. In 1935 kwam hij in vaste dienst bij de VARA en bleef aan tot 1961. Tijdens de Tweede Wereldoorlog moest hij vanwege zijn Joodse afkomst onderduiken.
In de eerste aflevering van de reeks “De geschiedenis van het hoorspel” die in 1968 onder regie van Léon Povel door de KRO werd uitgezonden, maakt hij duidelijk wat een hoorspel volgens hem moet zijn: “Ik heb altijd veel van toneel gehouden, maar daar was één ding dat ik nooit bij het toneel kon uitstaan, dat was wat men weleens “het theatergebral” noemde. Dat hoor ik nog veel te vaak, zowel in hoorspelen als in televisiespelen, omdat de acteur zich niet realiseert dat hij niet naar de achterkant van de zaal moet, dat hij niet over het voetlicht moet, maar dat hij vlak bij degene staat die naar hem luistert. Nu, in het begin wist ik wel wat ik wilde, maar ik wist niet hoe ik het moest krijgen! Ik weet nog dat ik bij de repetitie van mijn eigen tweede hoorspel met de rug naar de acteurs en actrices ben gaan zitten om na te gaan en te horen wat ik zou horen als het door de luidspreker kwam. Ik zeg nu nog altijd tegen m’n mensen: toen ik het hoorspel las, heb ik iets gehoord en dat wil ik weer horen voor zover dat mogelijk is.”

## Hoorspelen (enkel de hoorspelen die nu nog te beluisteren zijn)
1938
- De Chinese fluitspeler (Manuel van Loggem)

1939
- Dodenhuis (Peter Goodman)
- Napoleon Bonaparte contra Lazare Hoche (Andreas Latzko)

1940
- Het was een bar brakkige nacht (Klaas Smelik)

1947
- Marietje is mijn dochter (Ton Lensink)

1949
- Duif en doffer (Herman Bouber)
- Met de hakken over de sloot (Thornton Wilder)
- Trilby (George du Maurier)

1950
- Het kind van de buurvrouw (Johan Elsensohn)
- De brug van Estaban (Arthur Swinson)

1951
- De twee wezen (Adolphe d’Ennery & Eugène Cormon)
- Onze oude Dundas (Alain Jenkins)
- Het witte schaap van de familie (Lawrence du Garde Peach & Ian Hay)

1952
- Die en die is er nog (Meyer Sluyser)

1953
- Meeuwen boven Sorrento (Hugh Hastings)
- Met eervol ontslag (Terence Rattigan)

1954
- De man in de stalles (Alfred Sutro)
- Komedianten (Ferenc Molnár)

1955
- Een dag als alle andere dagen (Heinrich Böll)
- Fluwelen wimpers (W.A. Wagener)
- Het geheim van Lord Cammarleigh (Roy Horniman)
- Wat elke vrouw waard is (James M. Barrie)

1956
- De fuif (Jane Arden)
- De meisjes uit Viterbo (Günter Eich)
- Het is waar, maar geloof het niet (Claude Aveline)
- Het meisje en de soldaten (Gino Pugnetti)
- Josephine antwoordt (Erwin Wickert)
- Mijn drie mannen (Lawrence du Garde Peach)

1957
- Het staat op muren (Josef Cohen)
- Voordat ik het vergeet (Meyer Sluyser)

1958
- Brieven van het front (Alan Alexander Milne)
- De rivierendokter (W.A. Wagener)
- Een zoon des hemels (?)
- Het schilderij (William Dinner & William Morum)
- Het schoolopstel (Erwin Wickert)
- Labyrinth in Lan-fang (Robert van Gulik)
- Op vleugelen van de adelaar (Jan de Troye & S. de Vries jr.)
- Tante Martha (Gordon Lea)

1959
- De man van Thermopylae (Ada F. Kay)
- Een leven (Dieter Meichsner)
- Het scheidsgerecht (Menander)
- Hun lach klinkt van zo ver (Meyer Sluyser)
- Laat geluk (Lansdale Hodson)

1960
- Als het een roos mocht zijn (Dario Niccodemi)
- De aloë (Alix du Frênes)
- Drie vrouwen (Katherine Mansfield)
- Een heer van goeden huize (Walter Hasenclever)
- Het zwarte pak (Josef Martin Bauer)
- Reis op de plaats (Hidde van der Ploeg)
- Tussen twee dagen (Fred C. Sibeck)

1961
- Alles op wieltjes (Toon Rammelt)
- De geweren van vrouw Carrar (Bertolt Brecht)
- De man met het hamertje (Hans Hömberg)
- Haar naam was Henrietta Szold (S. de Vries jr.)
- Korczak en de kinderen (Erwin Sylvanus)
- Levend of dood (Mark Twain)
- Vijftien jaar daarna (Jack Kent)

1962
- De bestrafte preutsheid (Lope de Vega)
- De dochter van Madame Angot (Louis Clairville, Paul Siraudin & Victor Koning)
- Een kwestie van Latijn (Guy de Maupassant)
- Het mooie meisje van Samos (Menander)
- Ontmoeting in de herfst (Anton Quintana)
- Voerman Henschel (Gerhart Hauptmann)

1963
- De verloofde van de bersagliere (Edoardo Antòn)
- Een moeilijk mens (Menander)
- Nocturne in het Grand Hotel (Wolfgang Hildesheimer)
- Onder de grond (Wolfgang Hildesheimer)

1964
- De dood van Federico (Anton Quintana)
- De laatste vijf minuten (Aldo Benedetti)
- Het einde van de reis (Gustav Machaty & Bernd Grashoff)
- Ware legende (György Sós)

1965
- De liefde van vier kolonels (Peter Ustinov)
- Mensen uit de buurt (Meyer Sluyser)
- Tien yen (Shuntaro Tanikawa)

1967
- Berg der schimmen (Erasmus Schöfer)
- Een kerstboom staat overal (Rezsö Szirmai)
- Het einde van de regenboog (Horst Mönnich)
- Het testament (James Matthew Barrie)

## Boeken
- Niets is helemaal waar. Het Wereldvenster, 1955
- Ruiters op de aethergolven. Een eigenwĳs boek van een oude spotter met een jonge liefde: de radio!, Andries Blitz, 1949
- Dodenhuis. De terugkeer van Kolonel Moore. Bewerkt door Sallo de Vries jr. Salm, 1947 Peter Goodman
- De fakir van de Prinsengracht. Salm, 1947
- Verduisterde jaren. Salm, 1945
- Max, mĳn jongen. W.L. & J. Brusse, 1928
- Peter Tingeltangel. Roman. Bewerkt door S. de Vries jr. Met tekeningen van A.J. Funke Küpper. Voorwaarts, 1928, Friedrich Raff